# Francesco Cilea
Francesco Cilea (ur. 23 lipca 1866 w Palmi, zm. 20 listopada 1950 w Varazze) - kompozytor włoski. Studiował w Neapolu, gdzie potem został profesorem gry na fortepianie. Uczył również teorii muzyki we Florencji by w końcu zostać dyrektorem konserwatoriów muzycznych w Neapolu i Palermo. Neapol to także miejsce pierwszego sukcesu Cilei, jaki odniosła opera "Gina", będąca równocześnie pracą dyplomową kompozytora. Cilea w swoich dziełach nawiązywał zarówno do współczesnego mu weryzmu, jak i wcześniejszych tradycji, choćby belcanta. Jego styl bywa określany jako quasi-weryzm. Najbardziej znana opera F. Cilei to "Adriana Lecouvreur", na scenach bywa również obecna "Arlezjanka".

## Wybrane utwory

### Opery
- "Gina" (1889, Neapol)
- "Tilda" (1892, Florencja)
- "Arlezjanka" (L'Arlesiana, 1897, Mediolan)
- "Adriana Lecouvreur" (1902, Mediolan)
- "Gloria" (1907, Mediolan)
- "Szalone małżeństwo" (Il matrimonio selvaggio, 1909, Mediolan)

### Muzyka kameralna
- Foglio d'album op. 41
- Suita na skrzypce i fortepian
- Gocce di ruggiada
- Romanza A-dur
- Melodia F-dur
- Poemat symfoniczny ku czci G. Verdiego